# On Every Street
On Every Street este al șaselea și ultimul album al trupei britanice de rock Dire Straits, lansat în 1991. A ajuns pe primul loc în topul britanic al albumelor.

## Tracklist
1. "Calling Elvis" (6:26)
2. "On Every Street" (5:04)
3. "When It Comes to You" (5:01)
4. "Fade to Black" (3:50)
5. "The Bug" (4:16)
6. "You and Your Friend" (5:59)
7. "Heavy Fuel" (5:10)
8. "Iron Hand" (3:09)
9. "Ticket to Heaven" (4:25)
10. "My Parties" (5:33)
11. "Planet of New Orleans" (7:48)
12. "How Long" (3:49)

- Toate câântecele au fost scrise de Mark Knopfler

## Single-uri
- "Calling Elvis" (1991)
- "Heavy Fuel" (1991)
- "You and Your Friend" (1991)
- "Ticket to Heaven" (1991)
- "On every Street" (1992)
- "The Bug" (1992)

## Componență
- Mark Knopfler - voce , chitară
- Alan Clark - orgă , pian , sintetizator
- Guy Fletcher - sintetizator , voce de fundal
- John Illsley - chitară bas